# Планина Рораима
Планина Рораима је највиши од ланца тепуијских висоравни у Јужној Америци. Први који је описао планину Рораима био је енглески истраживач Сер Волтер Ралеј у време своје 1595 експедиције, чистину од 31 km² (12-квадратних миља) која се налази на литицама висине 400 m. Планина је уједно и тромеђа Венецуеле, Гвајана и Бразила. Ралеј је за то сазнао од аутохтоних народа, који су тамо живели пре Европске инвазије 1500-1600-е године. Планина лежи на гвајанском штиту у југоисточном куту Венецуеле.

## Флора и фауне
Многе врсте пронађене на Рораима су јединствене, међу њима и две локалне ендемске биљке пронађене на платоу висоравни. Биљке као што су бокал биљке (Хелиампхора), Кампанула (на цвету), а ретки Рапатеа Хеатхер се најчешће налазе на врху и стрминама. Киша пада скоро сваког дана у години. Скоро читава површина на врху је брушена пешчара, са само неколико жбуња (Боннетиа рораимœ) и присутних алги. Већина хранљивих материја које су присутне у земљи испрала је бујица воде која каскадно пада преко руба, правећи неке од највећих водопада на свету. 

## Култура
Пре доласка европских истраживача, планина је имала посебан значај за домаће људе у региону, а централни за многе њихове митове и легенде. Пемон и Капон, родом из Гран Сабана, виде планину Рораима као пањ моћног стабла које је некад држало воће и гомољасто поврће на свету. Посекао их је Фелси Макунаима, њихов митски преварант, дрвеће се срушило у земљу, узрокујући ужасне поплаве

## Успони
Иако стрме стране висоравни отежавају приступ, био је први забележени велики Тепуи врх, на који се неко попео, та иста рута је она којом се планинари пенју и данас. Данас, Планина Рораима је дестинација за излетнике. Готово сви који иду горе приступају са венецуеланске стране. Једини пут који не захтева пењачку опрему је Паратпуи рута. Због проблема са дозволама за националне паркове који окружују Рораиме пењање је веома проблематично и захтевно.